# Marzia Kjellberg
Marzia Kjellberg (nhũ danh Bisognin,, sinh ngày 21 tháng 10 năm 1992), được biết đến với biệt danh CutiePie hoặc CutiePieMarzia trên YouTube, là một vlogger về thời trang và làm đẹp người Ý. Cô chủ yếu làm video về thời trang, trang điểm, làm tóc. Các video cô dạy khán giả nấu ăn, làm đồ trang sức và phụ kiện handmade, các video tổng hợp như Q&A (hỏi-đáp), làm vlog về cuộc sống quanh cô và một chuyên mục có tên gọi: "Italie with Cutie" (Học tiếng Ý với Cutie) được cô trực tiếp dạy các khán giả học tiếng Ý.
Tính đến tháng 2 năm 2015, kênh của cô có hơn 7.000.000 người đăng ký. Cô đặt cho các fan của cô tên gọi riêng là "Marzipans" (một loại bánh ngọt làm từ đường và hạnh nhân, thường được đúc khuôn thành hình trái cây).
Marzia cũng được cộng đồng fan của PewDiePie (tên thật là Felix Arvid Ulf Kjellberg) - thường được Pewdiepie gọi là "Bro" - biết đến trên danh nghĩa là bạn gái của anh từ tháng 10 năm 2011. Và đã đính hôn vào năm 2018, vào kì nghỉ ở Nhật Bản. Họ đã kết hôn vào ngày 19/8/2019, đồng thời cũng là ngày kỉ niệm Felix và Marzia hẹn hò với nhau. Pewdiepie có mời cô làm khách mời trong một số video của anh. Trong một số kênh YouTube hiện không còn hoạt động của Pewdiepie là Pewdie, anh và Marzia chơi "Little Planet 2" trong video tên là 'Pewdie Plays: Little Big Planet 2 w/ Girlfriend!'

## Cuộc sống riêng tư
Marzia sinh ngày 21/10/1992 tại Vicenza, Ý. Cô hiện đang sống cùng chồng của cô là Felix (Pewdiepie) và 2 chú chó là Maya (Puga) và Edgar ở Brighton, Vương Quốc Anh. Họ bắt đầu hẹn hò vào khoảng tháng 10 năm 2011 khi bạn thân của cô - Diazo - xem video của Pewdiepie vào cuối tháng 5 và e-mail cho cô video của anh. Marzia thấy anh rất hài hước và viết cho anh vào cuối tháng 6 năm 2011 miêu tả khiếu hài hước của anh và nói cô rất thích các video của anh. Anh viết lại cho cô và họ bắt đầu liên lạc chủ yếu qua Facebook cho đến khi anh bay sang Ý một vài lần để thăm cô từ tháng 8 đến tháng 10 năm 2011. Marzia cũng từng đến Thuỵ Điển và sống với Felix trong một khoảng thời gian cho đến năm 2012 - khi anh chuyển đến San Paolo, Ý. Ở đó, hai người cùng sống tại nhà của bố mẹ Marzia.
Felix sau đó được đề cử trong hạng mục về phương tiện truyền thống (Social Star Awards 2013). Vì lễ trao giải trực tiếp tổ chức vào 23/5/2013 ở Marina Bay Sands (Singapore), anh và Marzia nhân cơ hội này đến đó.
Hè năm 2013, Marzia và Felix chuyển tới sống tại Brighton trong 3 tháng. Vào tháng 4 năm 2018, Bisognin thômg báo trên Instagram Kjellberg đã cầu hôn cô; ngày 20 tháng 8 năm 2019, Kjellberg cho biết trên Twitter của anh rằng anh và Bisognin đã cưới nhau.

## Đời sống trên Internet
Marzia mở tài khoản YouTube: "CutiePieMarzia" vào ngày 16/1/2012. Video của cô chủ yếu tập trung vào vlog, xu hướng thời gian hoặc gợi ý cách chọn trang phục và các video khác về làm tóc, hướng dẫn trang điểm. CutiePie cũng làm video DIY/How-to chuyên về làm đồ trang sức, phụ kiện như vòng cổ, lắc tay, hoa tay, băng-đô và nhiều món ăn như chai latte, bánh ngọt và bruschetta. Cô cũng có một chuyên mục tên là "Out with Cutie", trong đó cô đi tham quan nhiều nơi và ghi hình lại chuyến đi của mình. Trong một số video "tag" của cô, cô và PewDiePie hợp tác và cùng làm một số hoạt động. Cô đôi khi cũng được PewDiePie mời làm khách mời trên kênh của anh và chơi game cùng với anh. Trong rất nhiều chuyến đi du lịch nước ngoài của mình, cô đã làm các vlog quay lại khoảng thời gian của cô ở đó. Cô gọi người đăng ký kênh của cô (fan của cô) là "Marzipan" (tên ghép của cộng đồng fan của cô và PewDiePie là "Brozipan)
CutiePie có niềm đam mê đặc biệt với truyện, phim và tất cả những gì liên quan đến thể loại kinh dị. Cô đăng tải video tên là "The Creepy Woman" (người phụ nữ kinh dị), miêu tả một tuổi thơ đầy ác mộng. Cô có một sê-ri gọi là "Wednesday Horror Stories" (Truyện kinh dị mỗi thứ 4), với những câu chuyện kinh dị và hình vẽ mang đầy tính sáng tạo do chính cô tự sáng tác.
Trong một video ngày 22/7, CutiePie thông báo cô trở thành đối tác với YouTube.
Để liên hoan việc cô có được 1.000.000 "Marzipan", Marzia làm và đăng tải video "Draw My Life" (vẽ về cuộc đời tôi) vào ngày 12/7/2013.